# Stefan Ciupek
Stefan Ciupek (* 24. März 1976 in Zossen) ist ein deutscher Kameramann, Colorist und Digital Imaging Technician.
Stefan Ciupek ist seit dem Jahr 2000 als Kameramann und Colorist für deutsche wie auch internationale Produktionen tätig. 2012 war er erstmals (Ausgerechnet Sibirien) als Chefkameramann tätig. Häufig wird er für digitale optische Spezialeffekte eingesetzt.

## Filmografie (Auswahl)
- 2002: Russian Ark
- 2004: Rhythm Is It!
- 2004: Lautlos
- 2005: Dear Wendy
- 2005: Manderlay
- 2005: Die große Stille
- 2005: The Piano Tuner of Earthquakes
- 2006: Nach der Hochzeit
- 2007: Free Rainer – Dein Fernseher lügt
- 2008: Trip to Asia
- 2008: Slumdog Millionär
- 2008: Wallander (Kenneth Branagh)
- 2009: Antichrist
- 2010: 127 Hours
- 2010: Womb
- 2012: Dredd
- 2012: Ausgerechnet Sibirien
- 2012: In der Überzahl
- 2013: Posthumous
- 2013: Die Frau des Polizisten
- 2014: Blue Desert
- 2015: Die dunkle Seite des Mondes
- 2016: Schutzpatron. Ein Kluftingerkrimi
- 2016: Herzblut. Ein Kluftingerkrimi
- 2016: In Embryo
- 2017: Hex
- 2017: August
- 2017: The Red Sunflower House
- 2017: The Super
- 2017: Mr. Babenco
- 2018: Made in Heaven
- 2019: Guns Akimbo
- 2021: Das Haus
- 2024: Rumours
- 2025: Brother Verses Brother